# 9379 Діжон
9379 Діжон (9379 Dijon) — астероїд головного поясу, відкритий 18 серпня 1993 року.
Тіссеранів параметр щодо Юпітера — 3,303.